# Piotr Rossigroch
Piotr Rossigroch – proboszcz ostroroski, dziekan lwówecki, syna Jana Rossigrocha, burmistrza Ostroroga. Autor trzech książek napisanych i wydanych w języku polskim:
1. Kazanie na dzień pogrzebu Jeymości P. Anny Bobrownickiey miane przez X. Piotra Rossigrocha proboszcza Ostrorogskiego, w kościele w Biezdrowskim d. 1. Grudnia 1670r. (Poznań, drukarnia dziedziców Woyciecha Regulusa, 1970),
2. Światła y ognie nocne różnych czasów widziane w kościele y około kościoła s. Jakuba Apostoła na Piaskowie przy Ostrorogu, dobrodzieystwa także y łaski Boskie otrzymane, o sierpie przytym do ręki przyrosłym, który na tymże mieyscu przy mszy swiętey odpadł, poprzysiężone na commissiach zeznania na większą chwałę Panu Bogu y wielkiemu apostołowi Chrystusowemu Jakubowi świętemu rozsławiać dozwolone (Poznań, drukarnia dziedziców Woyciecha Regulusa, 1674),
3. Summarjiusza powtórnych łask y dobrodziejstw Boskich po cudownym św. Jakuba mieyscu, w Wielkiey Polscze przy Ostrorogu deklarowanym. Także Pieśń o S. Jakubie przez W. X. Piotrra Rossigroach Dziekana Lwoweckiego Proboszcza Ostrorog złożona. (Poznań, drukarnia dziedziców Woyciecha Regulusa, 1676)[1].